# 賴奇·卡特
霍拉肖·斯特拉顿·「賴奇」·卡特（英語：Horatio Stratto "Raich" Carter，1913年12月21日—1994年10月9日），前英格蘭足球運動員，桑德兰傳奇，在1931年至1939年間效力桑德兰並贏得1937年足總盃。二戰後效力德比郡和赫尔城。1946年他亦短暫參加板球比賽。退役後他成為一名足球教練。

## 背景
賴奇·卡特在1913年於桑德兰亨登出生，父為足球員罗伯特·卡特。

## 足球生涯
賴奇·卡特以隊長身份帶領新特蘭贏得1936年英格兰足球联赛冠軍，是當時最年隊的聯賽冠軍隊長。1937年足總盃決賽打進一球以3-1擊敗普雷斯顿，使球隊贏得足總盃冠軍。在家鄉球會效力期間共上場245次打進118球。
第二次世界大戰使他在職業高峰期間無法參賽。戰後他效力德比郡並贏得1946年足總盃，成為唯一一為戰前和戰後均贏得足球盃的球員。
卡特亦曾13次代表英格蘭出賽，司職內鋒。

## 板球生涯
在德比郡期間，他亦有參加板球運動。1946年6月他首次代表德比郡板球會上場，以右手擊球手身份參加了3場一級比賽共完成了4局，場均得分2分，最高得分為7。投手身份的卡特亦擊殺了2人出局，平均23分擊殺出局，最佳紀錄為39分2人出局。此外他亦曾效力達勒姆郡板球會。

## 足球教練生涯
離開德比郡後，他赴赫尔城繼續足球生涯，同時亦擔任球隊總教練，並贏得英格蘭足球丙級北部聯賽及買下年輕的唐·李維。卡特在1951年9月與董事會意見不合而離職，之後重返赫尔城數個月。1953年他前往愛爾蘭執教科克體育會。後來他亦執教了列斯聯，以约翰·查尔斯為中心打造球隊，1956年帶領球隊重返闊別9年的頂級聯賽。
1960年，他成為曼斯菲尔德總教練，帶領球隊晉級至丙級聯賽後，1963年他獲米德尔斯堡邀請執教，至1966年離開球會。

## 逝世
1994年9月，80歲的卡特中風，10月在威勒比一家醫院離世。

## 紀念
在侯城A1033公路的一條道路命名為賴奇·卡特路。
在新特蘭亨登地區，2001年啟用的體育中心命名為賴奇·卡特體育中心。
2002年12月KC球場首場比賽是侯城對新特蘭，兩隊爭奪賴奇·卡特盃。最終老虎以1-0擊敗黑貓。
2015年，有球迷在亨登的藍屋酒吧外牆塗上賴奇·卡特的大型壁畫以紀念這名新特蘭傳奇。 

## 外部連結
- 足球資料庫：Raich Carter的領隊統計數據
- Full Managerial Stats for Leeds United from WAFLL （页面存档备份，存于）
- Remembering Raich: The Story of the Silver Fox （页面存档备份，存于）